# Ciecierze
Ciecierze is een plaats in het Poolse district  Kielecki, woiwodschap Święty Krzyż. De plaats maakt deel uit van de gemeente Chmielnik en telt 80 inwoners.